# 鳥取県道502号米子境港自転車道線
鳥取県道502号米子境港自転車道線（とっとりけんどう502ごう よなごさかいみなとじてんしゃどうせん）は鳥取県米子市から鳥取県境港市を結ぶ自転車・歩行者専用の一般県道である。通称弓ヶ浜自転車道。

### 概要
弓ヶ浜半島の中心部を走る。日本海側の海岸部に新たに開通した白砂青松の弓ヶ浜サイクリングコースとは異なる。

#### 路線データ
- 起点：鳥取県米子市兼久（国道181号（国道183号・国道482号重複）交点）
- 終点：鳥取県境港市上道町（国道431号・鳥取県道301号境外港線交点）
- 総延長：25.2km（未開通部分を含む。未開通部分を除く総延長は18.1km。）
- 未開通区間
  - 鳥取県米子市兼久 - 鳥取県米子市観音寺
  - 鳥取県米子市車尾南1丁目 - 鳥取県米子市車尾
  - 鳥取県米子市両三柳 - 鳥取県米子市夜見町

### 路線状況

#### 重複区間
- 鳥取県道244号境車尾線（米子市観音寺）
- 鳥取県道47号米子境港線（米子市大篠津町 - 境港市渡町）
- 鳥取県道47号米子境港線（境港市芝町 - 境港市上道町）

#### 通過する自治体
- 鳥取県

- 米子市 - 境港市

#### 交差する道路
- 国道181号（国道183号・国道482号重複）（米子市兼久）
- 鳥取県道244号境車尾線（米子市観音寺）
- 鳥取県道244号境車尾線 （米子市観音寺）
- 鳥取県道300号米子環状線（米子市車尾南1丁目）
- 国道9号（米子市西福原）
- 鳥取県道245号両三柳後藤停車場線（米子市米原2丁目）
- 鳥取県道300号米子環状線支線（米子市夜見町）
- 鳥取県道300号米子環状線本線（米子市葭津）
- 鳥取県道47号米子境港線（米子市大篠津町）
- 鳥取県道47号米子境港線支線（米子市大篠津町）
- 鳥取県道285号米子空港境港停車場線（境港市幸神町）
- 鳥取県道47号米子境港線（境港市渡町）
- 鳥取県道246号渡余子停車場線（境港市森岡町）
- 鳥取県道47号米子境港線（境港市芝町）
- 鳥取県道285号米子空港境港停車場線（境港市蓮池町）
- 鳥取県道163号境港線（境港市元町）
- 国道431号・鳥取県道301号境外港線（境港市上道町）

#### 沿線
- 日野川
- 米子市民球場
- 米子市営東山陸上競技場
- 美保飛行場（米子鬼太郎空港）